# PG 1307+085
PG 1307+085 (ou LEDA 45656) est une galaxie elliptique active hébergeant un quasar. Elle est située dans la constellation de la Vierge, à une distance d'environ 2,1 milliards d'années-lumière de la Voie lactée.

## Caractéristiques
PG 1307+085 est un quasar radio-silencieux lumineux. Son hôte est une galaxie elliptique compacte. Des observations réalisées avec l'instrument MUSE du VLT ont révélé la présence d'une extended narrow-line region (ENLR) s'étendant jusqu'à une distance d'environ 30 kpc (∼97 800 al) de la galaxie et marquant la présence de gaz chauds hautement ionisés. PG 1307+085 fait partie d'un groupe de galaxies, la galaxie la plus brillante du groupe apparaissant à une distance de seulement 21 secondes d'arc, soit environ 60 kpc (∼196 000 al) du quasar. Un pont de gaz ionisés reliant les deux galaxies a été détecté, suggérant que PG 1307+085 connaît une phase d'interaction poussée avec les autres galaxies de son groupe.